# Universidad ECCI
La Universidad ECCI (antiguamente conocida como Escuela Colombiana de Carreras Industriales), es una universidad privada de educación superior, ubicada en la ciudad de Bogotá, Colombia. Comenzó labores en el año 1977 y sus sedes se encuentran mayormente ubicadas al nororiente de ciudad. En 2022 contaba con un número aproximado de 20.000 alumnos, aproximadamente 45.000 egresados, 1.600 funcionarios y docentes. 
Ofrece un total de 20 programas de pregrado, 3 programas de posgrados, programas de educación continuada (cursos, diplomados, seminarios, congresos) y un colegio bilingüe.

## Historia
La ECCI fue originalmente fundada con el nombre de Escuela Colombiana de Carreras intermedias en 1977, con el objetivo de que los bachilleres tuvieran una educación más adaptada a los procesos técnicos y comerciales, en el marco de carreras técnicas.
En 1978, con el aval del Ministerio de Educación de Colombia la ECCI obtiene el permiso y ofrece a sus estudiantes las carreras de tecnología en plásticos, electromedicina, electrónica industrial y mecánica automotriz. En 1980 obtiene personería jurídica y en 1992 registra nuevos programas académicos y profesionales; entre estos Ingeniería Mecánica, Industrial, Ciencias de la Computación, Telecomunicaciones, Desarrollo Ambiental, Desarrollo Empresarial, Diseño de Modas, Gestión Tributaria y Aduanera, Mercadeo y Publicidad, Comercio exterior, Negocios internacionales y en el 2011 inauguró el programa profesional de Enfermería, todos estos programas acreditados y con la inspección del ICFES.
El 19 de agosto de 2014 por la resolución 13370 del Ministerio de Educación Nacional le fue otorgado el reconocimiento de Universidad.
En 2021, la universidad abrió su primera sede al sur de la ciudad de Bogotá, estando ubicada frente a la intersección de la autopista sur con Avenida Bosa. Antiguamente, el lote donde se estableció dicha sede, pertenecía a Protabaco Ltda.

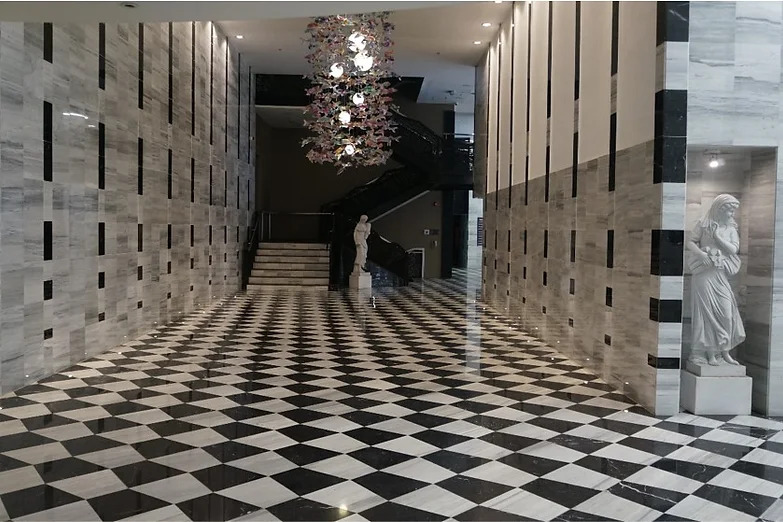
interior sede Centro Crisanto luque

## Programas
La Universidad cuenta con 16 programas de pregrado y 2 de postgrado virtuales y 6 presenciales.
Pregrado
- Ingeniería Mecatrónica
- Ingeniería Mecánica
- Ingeniería de Sistemas
- Ingeniería Electrónica
- Ingeniería Biomédica
- Ingeniería Industrial
- Ingeniería de Plásticos
- Ingeniería Ambiental
- Mercado y Publicidad
- Comercio Internacional
- Contaduría Pública
- Diseño de Moda
- Lenguas Modernas
- Enfermería
- Estadística
- Derecho

Y en el nivel de formación de Postgrados cuenta con:
Presencial
- Gerencia de Mantenimiento
- Automatización Industrial
- Producción y Logística Internacional
- Gerencia de la Ingeniería Hospitalaria
- Telecomunicaciones Inalámbricas
- Gerencia de la Seguridad y Salud en el trabajo

Virtual
- Especialización en Educación para la Sostenibilidad Ambiental
- Gerencia de la Seguridad y Salud en el trabajo